# Why don't you spend the night
Why don't you spend the night is een countrylied dat geschreven werd door Bob McDill.
Het werd in 1980 voor het eerst uitgebracht door Ronnie Milsap die er een nummer 1-hit mee had in Billboards Hot Country Singles.
Het lied werd gecoverd door onder meer Frankie Miller (1980), Shirley James & Danny Ray (1981), Joe Fagin (1983), Z.Z. Hill (1984) en Hanzons (1993). Ook verscheen een versie van de Nederlandse band The Cats onder de titel Let's spend the night op de elpee Third life (1983).
Verder kwam Line Renaud in 1980 met een Franse versie, genaamd La solitude à deux, en Flamingokvintetten met een Zweedse versie in 1982, genaamd Stanna hos mig i natt.

## Hitnoteringen
De single van  Ronnie Milsap stond in 1980 elf weken in de Hot Country Singles, waar het een week op nummer 1 stond. Ook kwam het hoog te staan in de Canadese countryhitlijst.
| Hitlijst (1980)             | Piekpositie |
| --------------------------- | ----------- |
| Hot Country Singles (VS)    | 1           |
| RPM Country Tracks (Canada) | 2           |